# 唇花忍冬
唇花忍冬（学名：Lonicera sublabiata）是忍冬科忍冬属的植物，为中国的特有植物。分布在中国大陆的四川等地，多生在草坡上，目前尚未由人工引种栽培。